# 이명 (고려)
이명(李茗, ? - ?)은 고려 말의 기인이다. 조여적의 《청학집》에 그 행적이 간단히 언급되며 북애자의 《규원사화》에는 이명의 저서를 토대로 하였다고 기록되었다.
《청학집》에 따르면, 이명은 대세 구칠의 일파이며 '청평산 이명'으로 불렸다. 《규원사화》에 따르면, 이명은 고려말 청평산에 은거했던 도인으로, 《조대기》를 토대로 《요사》를 참조하여 《진역유기》를 저술하였다.

## 저서
- 《진역유기(震域遺記)》 (전하지 않음)